# Médecin de campagne
Pour les articles homonymes, voir Le Médecin de campagne (homonymie).
Pour plus de détails, voir Fiche technique et Distribution.
Médecin de campagne est une comédie dramatique française réalisée par Thomas Lilti, sortie en 2016.

## Synopsis
Jean-Pierre Werner, médecin de campagne qui ne vit que pour son travail, est obligé de ralentir son activité pour le traitement d'un cancer du poumon et d'une tumeur cérébrale. Sans le prévenir, son cancérologue lui envoie le médecin Nathalie Delezia pour l'aider dans sa tâche. Ayant l'habitude de toujours tout faire lui-même, Jean-Pierre n'apprécie pas la venue de celle-ci.

## Fiche technique
- Titre : Médecin de campagne
- Réalisation : Thomas Lilti
- Scénario : Thomas Lilti, Shérazade Khalladi et Baya Kasmi
- Musique : Alexandre Lier, Sylvain Ohrel et Nicolas Weil
- Supervision musicale : Martin Caraux
- Montage : Christel Dewynter
- Photographie : Nicolas Gaurin
- Format : couleur Ratio : 2,35:1
- Costumes : Dorothée Plumejeau
- Décors : Philippe van Herwijnen
- Producteur : Agnès Vallée et Emmanuel Barraux
- Production : 31 Juin Films et Les Films du Parc
- Coproduction :  Cinéfrance 1888, France 2 et Le Pacte
- Distribution : Le Pacte
- Pays d'origine :  France
- Durée : 102 minutes
- Genre : comédie dramatique
- Dates de sortie : France : 23 mars 2016

## Distribution
- François Cluzet : Dr Jean-Pierre Werner
- Marianne Denicourt : Dr Nathalie Delezia
- Isabelle Sadoyan : la mère de Werner
- Félix Moati : Vincent Werner
- Christophe Odent : Dr Michel Norès
- Patrick Descamps : Francis Maroini
- Guy Faucher : M. Sorlin
- Margaux Fabre : Ninon
- Julien Lucas : le fiancé de Ninon
- Anthony Bajon : jeune homme au condylome
- Yohann Goetzmann : Alexis
- Josée Laprun : la mère d'Alexis
- Géraldine Schitter : Fanny
- Sylvie Lachat : la patiente dépressive
- Philippe Bertin : Guy, le kiné sinistre

## Production
- Thomas Lilti s'inspire de ses remplacements en tant que médecin de campagne[1] pour réaliser son troisième long-métrage.

### Lieux de tournage
- Val-d'Oise
  - Le centre hospitalier d'Argenteuil
  - Arthies
  - Chars
  - Bergerie de Villarceaux à Chaussy
  - Genainville
  - La Chapelle-en-Vexin
  - Magny-en-Vexin
  - Maudétour-en-Vexin
  - Omerville
  - Saint-Ouen-l'Aumône
  - Ferme de Jaucourt à Théméricourt
  - Villers en Arthies
  - Wy dit Joli Village
- Eure
  - Château-sur-Epte
- Seine-Saint-Denis
  - Tremblay-en-France
- Hauts-de-Seine
  - Bourg-la-Reine

## Musique
Sauf indication contraire, les informations mentionnées dans cette section peuvent être confirmées par le générique de fin de l'œuvre audiovisuelle présentée ici, ainsi que par la base de données cinématographiques IMDb,  présente dans la section « Liens externes ».
- Nina Simone - Wild is the Wind

Les chansons ci-dessous sont toutes interprétées par le Frank Silver Country Band, qui joue en live dans le film.
- Stan Jones - (Ghost) Riders in the Sky: A Cowboy Legend ;
- Stephen Foster - Oh! Susanna dans la version de VOF de Kunst ;
- Rednex - Cotton Eyed Joe ;
- Leonard Cohen - Hallelujah.

## Accueil

### Accueil critique
Selon Noémie Luciani, à l'occasion de la diffusion du film sur France 2, Thomas Lilti, le médecin-scénariste-réalisateur de la série Hippocrate, dresse un tableau juste de la vocation de médecin de campagne et de ses contradictions. Le réalisateur réussit à « consacrer autant de vigueur à dire son admiration pour son personnage qu’à peindre l’autre face du dévouement : l’acharnement de Werner à défendre son territoire ».

### Box-office
Sorti en mars 2016, Médecin de campagne totalise 1,5 million d'entrées. De plus, il est le film qui a la plus longue durée à l'affiche en 2016 (41 semaines et le film est encore en salles début 2017, mais dans une faible combinaison de copies),. Au niveau européen, le film rassemble plus de 1,7 million de spectateurs.